# Быдгощский канал
Быдгощский канал (пол. Kanał Bydgoski) — канал на севере центральной Польши, соединяющий бассейны рек Вислы (через приток Брду) и Одры (через притоки Нотец и Варту). Имеет длину 27 км (между городами Накло и Быдгощ), глубину до 2,5 м.
Строительство канала шириной 19 м и восьми шлюзов было завершено в 1774 году, после захвата данного региона прусским королём Фридрихом II. Канал перестраивался между 1905 и 1917 годами, после чего число шлюзов сократилось вдвое.
Судоходен, для судов до 400 т. Перевозимые грузы: зерно, удобрения, лес.
Ранее Быдгощский канал был известен как канал «Бромбергский», так как город Быдгощ во время начала строительства назывался Бромберг.